# Жизномирский сельский совет
Жизномирский сельский совет (укр. Жизномирська сільська рада) — входит в состав
Бучачского района
Тернопольской области
Украины.
Административный центр сельского совета находится в 
с. Жизномир.

## История
- 1993 — дата образования.

## Населённые пункты совета
- с. Жизномир